# Operacja Bezpieczne Podlasie
Operacja „Bezpieczne Podlasie”– przedsięwzięcie realizowane przez Siły Zbrojne Rzeczypospolitej Polskiej od sierpnia 2024, prowadzone w rejonie północno-wschodniej Polski, w odpowiedzi na narastające zagrożenia hybrydowe oraz destabilizację sytuacji na granicy polsko-białoruskiej. Operacja ma charakter defensywny i prewencyjny, koncentrowała się na wsparciu Straży Granicznej oraz zwiększeniu obecności i gotowości wojska w regionie Podlasia.

## Tło sytuacyjne
Operacja „Bezpieczne Podlasie” została zainicjowana jako odpowiedź na narastającą presję migracyjną na wschodniej granicy Rzeczypospolitej Polskiej, będącą skutkiem działań hybrydowych prowadzonych przez reżim białoruski. Skala zagrożenia oraz charakter nielegalnych przekroczeń granicy – często zorganizowanych i wspieranych przez służby obcych państw – wymusiły konieczność dostosowania działań sił zbrojnych i służb państwowych do nowych warunków operacyjnych.
Nowa operacja zastąpiła dotychczas funkcjonujące na tym obszarze działania: operację „Gryf” oraz operację „Rengaw”, prowadzoną w ramach Wojskowego Zgrupowania Zadaniowego „Podlasie”. Decyzja o przeformowaniu dotychczasowych zadań wynikała z potrzeby zwiększenia skuteczności operacyjnej, ujednolicenia procedur dowodzenia oraz optymalizacji wykorzystania dostępnych sił i środków.

## Cel operacji
Celem operacji jest zwiększenie bezpieczeństwa mieszkańców regionu, wzmocnienie ochrony zewnętrznej granicy Unii Europejskiej oraz przeciwdziałanie działaniom destabilizującym wewnętrzne bezpieczeństwo państwa. Kluczowe znaczenie przypisano wsparciu Straży Granicznej i Policji w zadaniach związanych z utrzymaniem szczelności granicy, szczególnie w rejonach najbardziej narażonych na nielegalne przekroczenia.
Istotnym elementem operacji jest jej wymiar szkoleniowo-adaptacyjny – zakłada ona rotacyjny udział jednostek wojskowych z całej Polski. Pozwala to na praktyczne przygotowanie pododdziałów do prowadzenia działań w specyficznych warunkach przygranicznych, przy jednoczesnym zwiększeniu ich zdolności reagowania na incydenty o charakterze asymetrycznym.
Żołnierze kierowani do działań w ramach operacji wykonują zadania patrolowe, obserwacyjne i zabezpieczające, stanowiąc ważny komponent w wielowarstwowym systemie przeciwdziałania zagrożeniom hybrydowym i migracyjnym. Operacja ma charakter długofalowy i dostosowywana jest do bieżącej sytuacji operacyjnej na granicy.

## Zaangażowane siły
- 18 Dywizja Zmechanizowana – główny komponent pierwszej zmiany operacji (sierpień 2024 – styczeń 2025 – I zmiana)[1]
- 12 Dywizja Zmechanizowana – dowodzenie od lutego 2025 roku (II zmiana)[2]
- 16 Dywizja Zmechanizowana – dowodzenie od lipca 2025 roku (III zmiana)[3]
- 11 Dywizja Kawalerii Pancernej – pododdziały wspierające działania operacyjne (I i II zmiana)
- Wojska Obrony Terytorialnej (WOT) – wsparcie lokalne, rozpoznawcze i logistyczne (I,II,III zmiana)
- Straż Graniczna i Policja – jako formacje współpracujące z wojskiem na granicy,(I,II,III zmiana)

## Przebieg operacji
Operacja została uruchomiona 1 sierpnia 2024 roku. Jej głównym zadaniem jest wsparcie Straży Granicznej poprzez stałą obecność żołnierzy Wojska Polskiego w rejonie przygranicznym, prowadzenie działań patrolowych, poszukiwawczych i ratunkowych, a także udzielanie pomocy medycznej migrantom w sytuacjach kryzysowych.
Od początku operacji żołnierze Wojska Polskiego aktywnie uczestniczą w działaniach zabezpieczających granicę państwową, reagując na nielegalne próby jej przekroczenia oraz inne incydenty naruszające bezpieczeństwo państwa.
31 stycznia 2025 roku w Ośrodku Ćwiczeń „Zielona” odbyła się uroczystość zmiany dowództwa operacji, w obecności sekretarza stanu w Ministerstwie Obrony Narodowej, Pawła Bejdy, oraz wiceministra Stanisława Wziątka. Dowództwo nad pierwszą zmianą operacji sprawował generał dywizji Arkadiusz Szkutnik, dowódca 18 Dywizji Zmechanizowanej. Z dniem 1 lutego 2025 roku dowództwo przejął generał dywizji Szymon Koziatek, dowódca 12 Dywizji Zmechanizowanej.
W dniu 30 lipca 2025 roku dowodzenie operacją przejęła 16 Dywizja Zmechanizowana, stanowiąca trzon III zmiany Zgrupowania Zadaniowego „Podlasie”. Uroczystość przekazania dowodzenia odbyła się na terenie Ośrodka Ćwiczeń Zielona w Karakulach, w obecności żołnierzy obu zmian oraz przedstawicieli kierownictwa MON.

## Dowódcy operacji
- gen. dyw. Arkadiusz Szkutnik – I zmiana[1]
- gen. dyw. Szymon Koziatek – II zmiana
- gen. dyw. Wojciech Ziółkowski – III zmiana[4]